# Ciao (італійська мова)
Ciao  (укр. Чао, італійська вимова: [ˈtʃaːo]) — неофіційне привітання італійською мовою, яке використовується як для "привіт", так і для "до побачення". 
Походить з венеційської мови, воно увійшло до словника англійської та багатьох інших мов у всьому світі. Його подвійне значення "привіт" та "до побачення" робить його схожим на шалом на івриті, салаам на арабській мові, annyeong по-корейськи, алоху на гавайській і chao на в'єтнамській.

## Етимологія
Слово походить від фрази s-ciào vostro або s-ciào su, що дослівно означає "я ваш раб".  Це вітання аналогічно середньовічної латинської Servus, яке дотепер використовується в деяких частинах Центральної та Східної Європи, або виразу "до ваших послуг" — тобто не ствердженням, а просто обіцянкою доброї волі. Венеційське слово "раб", s-ciào [ʃstʃao] або s-ciàvo, походить від середньовічного латинського sclavus, що буквально означає "слов'янин", оскільки на той момент більшість рабів були з Балкан. 
Зрештою, це привітання було скорочене до ciào, втратило всі свої прислужливі конотації і стало використовуватися як неофіційне привітання серед всіх класів. У сучасній італійській мові слово також використовується (окрім в значенні привітання) як вигук смирення (і в позитивному сенсі також), як у Oh, va be', ciao! ciao! ("Ну, ну нічого!" ). Міланська скоромовка говорить Se gh'hinn gh'hinn; se gh'hinn nò, s'ciào ("Якщо є [гроші], то є, якщо немає, прощай! [нічого ми не можемо зробити] "). 

## Поширення
Венеційський ciào був прийнятий північною італійською громадою в кінці 19 і на початку 20 століття. Пізніше вона стала звичайною в інших місцях Італії з написанням ciao. Відтоді вона поширилася в багатьох країнах Європи разом з іншими елементами італійської культури . Наприкінці ХІХ - на початку ХХ століття привітання (написане як "chau" і лише значення "до побачення") поширилося на Америку — особливо Колумбію, Уругвай, Парагвай, Болівію, Перу, Еквадор, Чилі, Бразилію (як "tchau"), Венесуела, Панама та Аргентина — значній мірі шляхом італійських іммігрантів. У сьогоднішній Кубі, "ciao" як закриття в листах значною мірою замінило більш традиційне "адіос", з його релігійними наслідками, для багатьох молодих людей. "Ciao"  також пронизаний австралійської культури, стає все більш популярним серед вітальних нащадків італійських іммігрантів. Він також поширений у деяких сортах південноафриканської англійської мови. 
Роман Ернеста Хемінгуея «Прощання з озброєнням» (1929), що розташований на північному сході Італії під час Першої світової війни, приписується тому, що це слово введено на англійську мову.      
У сучасному італійському вжитку, ciao є взаємозамінним як для неформального привіт і до побачення, так само як алоха на Гавайському, salām на арабській мові , шалом на івриті і annyeong на корейському. В Італії, ciao в основному використовується в неформальних контекстах, тобто серед членів сім'ї, родичів і друзів, іншими словами, з тими, з якими можна було б звертатися зі знайомим ту (другою особою в однині), на відміну від Лей (люб'язна форма); у цих контекстах, ciao може бути нормою навіть як ранкове або вечірнє привітання, замість buon giorno або buona sera, що вважається занадто формальним серед друзів, родичів або дуже знайомих. При використанні в інших контекстах, ciao може трактуватися як трохи кокетливий, або прохання про дружбу або близькість. 
В інших мовах, ciao прийшло до більш конкретних значень. Наступний список узагальнює написання та використання привітання, отриманих з ciao на різних мовах і країнах. 
- Amharic : ቻው, chaw ( "до побачення")
- Болгарська : чао ("до побачення")
- Каталонська : ciao, txao ("до побачення")
- Боснійська : ćao ("привіт" або "до побачення")
- Чеська : čau ("привіт" або "до побачення") і čau čau (до побачення)
- Голландська : ciao "до побачення")
- Англійська : ciao ("до побачення")
- Есперанто : ĉaŭ ("привіт" або "до побачення")
- Естонська : "tšau", також "tšauki" - іноді вимовляється з "s" "привіт" або "до побачення")
- Фінська : "tsau", також "tsaukki" ("привіт" або "до побачення")
- Французька : ciao, tchao (здебільшого використовується для того, щоб сказати "до побачення"). "Ciao", по-французьки є арготичним. У 1983 році це слово було використано в назві дуже популярного фільму: " So long, Stooge ", по-французьки: "Tchao, pantin".
- Німецька : ciao, tschau ("до побачення", в Швейцарії також "привіт")
- Грецький : τσάο, Цао ( "до побачення")
- Іврит : צ'או chao ("до побачення")
- Угорська : csáó або більш неформальна csá або cső ("привіт" або "до побачення")
- Інтерлінгва : ciao ("до побачення")
- Італійська : ciao ("привіт" або "до побачення") також "ciao ciao" (bye bye).
- Японська : チ ャ オ, chao ("привіт") також チャオチャオ chao chao
- Латвійська : čau ("hello" або "goodbye")
- Литовська : čiau ("до побачення", рідше "привіт")
- Македонська : чао, čao ("до побачення")
- Малайська : چاو دولو, cau dulu ("до побачення"); неофіційно використовується в Малайзії відійшла сторона. Слово "cau" можна використовувати неофіційно як дієслово, що означає "відпустку"
- Мальтійська : ċaw ("до побачеггя"); також ċaw ċaw ("до побачення")
- Сербська : оао, ćao (неформальний "привіт" або "до побачення")
- Польська : ciao [ˈt͡ɕa.ɔ] (рідко)
- Португальська : tchau ("до побачення"), tchau tchau ("бувай"), або tchauzinho ("маленька до побачення"); у Португалії xau також використовується без звуку "t", особливо в письмовій неформальній мові, такий як SMS або вебчати
- Румунська : ciao ("привіт" або "до побачення"); вона часто написана як ceau, хоча ця форма офіційно не є румунською лексикою
- Російська : чау, чао; ("до побачення"); також жартома - чао-какао.
- Хорватська : ćao ("до побачення" або "привіт")
- Сицилійська : ciau ("привіт")
- Словацька : čau (варіації: čauko, čaves, čauky, čaf ); здебільшого як "до побачення", але стоїть за "привіт" насамперед у неформальній письмовій комунікації (текстові повідомлення, електронні листи) і телефонних дзвінках, тому що це більш характерний, коротший і більш хижий, ніж словацький "ahoj"
- Словенська : čau або čaw ("привіт" або "до побачення"); також čaw čaw ("бувай")
- Сомалійська : ciao ("до побачення")
- Іспанська мова : у Аргентині та Уругваї слово «chau» є найпоширенішим виразом «до побачення». У Чилі chao - це стандартне прощання. В Іспанії, де "adios" (з релігійною етимологією як "до побачення") є загальним виразом, люди можуть використовувати чао як оригінальний спосіб попрощатися.
- Швейцарсько-німецький : ciao / Tschau ("привіт" або "до побачення")
- Тигринья : ቻው, chaw ("до побачення")
- Турецька : çav ("до побачення")
- Венеційський : ciào ("привіт" або "до побачення")

### Варіації
Домінуюче використання в Латинській Америці використовує цей термін виключно як прощання, а не як привітання. 
Привітання часто має декілька варіантів і незначне використання. У італійській та португальській мовах, наприклад, подвійний ciao ciao/tchau tchau означає "до побачення", в той час як потроєне або чотириразове слово (але сказане з короткими перервами між кожним) означає "допобачення, я поспішаю!". 
Вимовлене з довгим [aː], означає "привіт, я так радий (вражений) зустрітися з вами!" (будь то щирий або саркастичний) на італійській мові, і саркастичне або жартівливе використання "до побачення!" на португальській мові. Це не обмежене використання, оскільки воно також може бути використано в італійській мові для вираження сарказму з точки зору іншої людини щодо однієї теми, особливо у випадку, якщо ця думка sì, ciao! застарілою, тобто sì, ciao!  що означає "Так, так!" . 
У всіх цих випадках, особливе значення приділяється більше голосової перегину, ніж зміненому використанню. 